# Адрессив
Адресси́в (респектив) — «форма вежливости». Грамматическая категория, передающая отношение говорящего к собеседнику.
Характерна прежде всего для «вежливого» японского языка. Существует и в некоторых других языках Азии, например корейском. Определённое развитие получила и в некоторых европейских языках, в том числе и в русском, особенно в старом, XVII—XIX веков.

## Формы адрессива
Грамматическая категория адрессива состоит из адрессивных и неадрессивных форм (граммем).
Адрессивные словоформы указывают на почтительное отношение говорящего к собеседнику.
Неадрессивные формы являются нейтральными: они не несут в себе информации об отношении к собеседнику.

## Формообразование в русском языке
В русском адрессивными функциями обладают:
- «почтительное множественное число»;
- формы с использованием глагола «изволить»;
- формы с использованием глагола «просить»;
- словоерс.

Пример:
- Иди сюда (фамильярно-приказно)
- Идите сюда (нейтрально-приказно)
- Подойдите сюда (нейтрально-вежливо)
- Прошу проследовать сюда (почтительно-вежливо)
- Извольте проследовать сюда (почтительно, устаревшая форма)
- Извольте проследовать сюда-с (крайне почтительно, устаревшая форма)